# Isoanala
Isoanala ist eine Ortschaft im Süden Madagaskars.
Sie befindet sich an der Nationalstraße 13 (Piste) zwischen Tolagnaro und Ihosy in der Region Anosy. In Isoanala gibt es eine katholische Schule (St. Jean) mit Schülerwohnheim.
2001 wurden in Isoanala 17.370 Einwohner gezählt.